# Gadsden, Alabama
Gadsden là một thành phố thuộc tiểu bang Alabama, Hoa Kỳ. Thành phố có diện tích 99,70 km², dân số thời điểm năm 2010 là 36.856 người. Đây là quận lỵ quận Etowah, thành phố có cự ly khoảng 65 dặm về phía đông bắc của Birmingham. Đây là thành phố chính của Khu vực thống kê đô thị Gadsden với dân số 103.459 người. Gadsden là có mối liên kết với thị trấn lân cận Attalla.